# Dypsis ifanadianae
Dypsis ifanadianae là loài thực vật có hoa thuộc họ Arecaceae. Loài này được Beentje mô tả khoa học đầu tiên năm 1995.